# Nino Chiovini
Nino Chiovini (Biganzolo, 14 febbraio 1923 – Verbania, maggio 1991) è stato un partigiano, scrittore e storico italiano, studioso della Resistenza e della cultura contadina di montagna delle valli tra il Verbano, l'Ossola e la Val Vigezzo.

## La vita

Nino Chiovini

Nato a Biganzolo, oggi frazione di Verbania, si diploma perito chimico nel ‘42. Trasferitosi a Cuggiono, nel milanese, entra in contatto con un gruppo di giovani vicini al sacerdote antifascista don Giuseppe Albeni.
Dopo l'8 settembre 1943 entra nella Resistenza, dando vita, sulle colline retrostanti Verbania, ad una formazione partigiana che assumerà la denominazione di Giovane Italia. Essa ha vita travagliata anche a causa dei frequenti cambi dei comandanti. Tra questi si alternano lo stesso Chiovini (nome di battaglia Peppo), l'operaio comunista lombardo Alfredo Labadini (Guido il Monco) ed infine i tenenti degli alpini Gaetano Garzoli (Rolando), nativo di Arizzano, e Mario Flaim, originario di Rovereto. Entrambi i tenenti moriranno sul Monte Marona il 17 giugno 1944 durante il massiccio rastrellamento della Valgrande durato dall'11 giugno alla fine del mese.
L'ambito operativo della Giovane Italia si colloca tra l'area di azione del Valdossola di Dionigi Superti a ovest (Valgrande, alture di Premosello) e quella della Cesare Battisti di Armando Calzavara (Arca) a est (dall'alta Valle Intrasca sino al versante sud della Val Cannobina).
Nel marzo 1944 Chiovini dà vita ad una squadra “volante”, pur restando sempre agli ordini della precedente formazione. Dopo il grande rastrellamento di giugno, i sopravvissuti della Giovane Italia costituiscono, con i superstiti della Valdossola di Mario Muneghina, l’ 85ª Brigata Garibaldi “Valgrande Martire”. Peppo, invece, confluisce nella Cesare Battisti, guidando la Volante Cucciolo, chiamata così in seguito alla scomparsa del giovane partigiano Ubaldo Cavallasca (nome di battaglia “Cucciolo”). La volante opera attivamente nel Verbano, da Intra al confine svizzero, sino al 25 febbraio 1945, quando verrà sopraffatta a Trarego in località Promé.
Dei nove partigiani che compongono la Volante solo due sopravvivono, Carlo Castiglioni e lo stesso Nino Chiovini, il quale in seguito guiderà la volante Martiri di Trarego, che parteciperà attivamente agli ultimi mesi della Resistenza contribuendo alla liberazione di Verbania e di Cannobio.
Nel dopoguerra lavora come tecnico alla Rhodiatoce di Pallanza; il suo impegno politico continua, aderendo nel 1946 al PCI e ricoprendo tra il 1951 e il 1960 gli incarichi di consigliere e assessore al Comune di Verbania. Partecipa alle lotte operaie della sua fabbrica e agli inizi degli anni '70 aderisce, con i partigiani Gino "Edoardo" Vermicelli e Giuseppe "Marco" Perozzi, al gruppo verbanese de Il manifesto. Muore nel 1991 a Verbania; le sue ceneri sono sepolte al cimitero di Biganzolo, suo paese di nascita, accanto a quelle della moglie Marì Favagrossa, con la quale ha avuto le figlie Adriana e Lidia.

## Gli scritti sulla Resistenza
I primi contributi di Chiovini compaiono nell'immediato dopoguerra sul settimanale Monte Marona, dove pubblica a puntate tra il 1945 e il 1946 Fuori legge???. Dal diario partigiano alla ricerca storica. Nell’opera vengono narrati gli eventi a partire dall’ottobre 1943 fino al febbraio 1945, con le ultime azioni della Volante Cucciolo che precedono l’eccidio di Trarego, il racconto unisce e intreccia la dimensione narrativa e quella interiore, riflessiva.
Dopo vent'anni riprende la sua opera di ricercatore e scrittore della Resistenza in collaborazione con l'Istituto Storico della Resistenza Piero Fornara di Novara; lavoro che, dopo una prima pubblicazione del 1966 intitolata Verbano, giugno quarantaquattro, dà luogo a quello che è ancora oggi il principale testo sulla Resistenza nel Verbano e sul rastrellamento della Valgrande: I giorni della semina (1974). Quest’opera racconta della sua formazione a partire dall'obbligata frequentazione degli ambienti fascisti per poi maturare un pensiero critico nei confronti del regime che lo porta ad abbracciare la causa partigiana l’8 settembre 1943. Chiovini conclude riportando un elenco dei martiri caduti in battaglia nella zona del Verbano. A completare idealmente l’opera confluiscono altri due testi: Valgrande partigiana e dintorni (1980) dedicata alle testimonianze di quattro protagonisti (l'infermiera Maria Peron, il comandante Dionigi Superti, il partigiano ossolano Alfonso Comazzi e il partigiano “con la stampella” Gianni Cella) e Classe IIIa B. Cleonice Tomassetti. Vita e morte (1981), ricostruzione della vita dell'unica donna fra i 43 fucilati a Fondotoce il 20 giugno del 1944.
Uscirà postumo, per sua esplicita volontà, il bellissimo racconto La volpe, scritto intorno al 1949, che racconta il tragico giorno del febbraio 1945 in cui Chiovini riesce miracolosamente a salvarsi mentre i suoi compagni cadono a Promé. Il titolo di quest’opera si deve al fatto che Nino è stato probabilmente scambiato per una volpe dai fascisti durante la sua fuga e sarà proprio una volpe ad attraversargli veloce e silente la strada al termine del suo itinerario di salvezza. Per la sua forte valenza letteraria il racconto è stato pubblicato in edizione trilingue: italiano, inglese e tedesco. Un altro scritto, pubblicato postumo nel 2014 con il titolo Piccola storia partigiana della banda di Pian Cavallone, è lo studio critico - ed autocritico - sulla formazione partigiana della Giovane Italia. La vita travagliata della formazione viene riletta alla luce dell’esigenza di unità non solo politica, ma anche organizzativa, della Resistenza: a simbolo di questa esigenza Chiovini fa emergere con forza la figura del partigiano Mario Flaim, in nome del quale, otto mesi dopo la sua morte sul Pizzo Marona, verranno unificate in un'unica divisione, tutte le formazioni del Verbano.

## La ricerca storico etnografica
L'inizio della collaborazione con l'editore Vangelista di Milano in occasione della nuova edizione ampliata de I giorni della semina (1979), proietta Chiovini fuori dell'ambito editoriale locale stimolandolo a nuovi terreni di ricerca. Si specializza nello studio storico-etnografico riguardante la “civiltà rurale montana"
“a riconoscimento del debito di tutti quei montanari, donne e uomini, che pagando un prezzo liberamente accettato, si schierarono, ognuna nella misura in cui le era possibile o le veniva richiesto, dalla parte di chi si stava battendo per la libertà e per la pace" (Mal di Valgrande)
e, nel contempo, alla ricerca delle proprie radici familiari, nel cuore della Valle Intrasca. Escono così in successione: Cronache di terra lepontina (1987) che ricostruisce le origini della cultura contadina montana, a partire dal XIII secolo, seguendo un dissidio secolare fra le due comunità di Cossogno (Valle Intrasca) e Malesco (Val Vigezzo), A piedi nudi (1988) epopea della vita di sussistenza di uomini e soprattutto donne di montagna ricostruita tramite testimonianze orali, Mal di Valgrande (1991). Quest’ultima è una raccolta di dieci microstorie – cinque delle quali già pubblicate su periodici locali – di differente taglio e argomento ma legate ad un unico filo conduttore: la Val Grande. Infine verrà pubblicato postumo Le ceneri della fatica (1992), resoconto in forma cronachistica e storica di una società contadina. L'opera viene divisa in 4 parti: la prima sezione racconta la storia di Intra, Pallanza e dei territori collinari e montani adiacenti al Lago Maggiore, la seconda parte mette a fuoco, a partire dal XII secolo, la realtà del piccolo borgo di Ungiasca, paese nel quale affondano le radici familiari dell’autore, la terza sezione tratta degli aspetti socio-culturali della comunità stessa, infine l’ultima sezione riguarda la storia degli avi dell'autore.

## Il Parco letterario Nino Chiovini
Su iniziativa del Parco nazionale della Val Grande e della Casa della Resistenza in accordo con la società del Paesaggio Culturale Italiano, il 24 ottobre 2020 è stato istituito un Parco letterario intestato a suo nome. Ventiseiesimo in Italia e primo sul territorio piemontese, fa riferimento al territorio della Val Grande che, privo di insediamenti stanziali, rappresenta l’area selvaggia più vasta d’Italia. In passato percorso da taglialegna e carbonai, cacciatori e pescatori, alpigiani delle valli adiacenti che monticavano il bestiame nei mesi estivi, insediamento di partigiani durante l’ultima guerra, oggi itinerario per gli amanti della wilderness. Chiovini, con le sue opere storiche e antropologiche a forte valenza letteraria, rappresenta la figura che maggiormente ha saputo valorizzare la storia e la cultura di questo aspro territorio.

## Opere
- Fuori Legge ???, Diario partigiano in 36 puntate su Monte Marona, Verbania, dal n. 15 del 6 ottobre ’45 al n. 54 del 10 luglio del 1946.
- Verbano, giugno quarantaquattro, Comitato della Resistenza, Verbania 1966.
- I giorni della semina 1943 – 1945, Comitato per la Resistenza nel Verbano, Comune di Verbania 1974.
- I giorni della semina, Vangelista, Milano 1974; Tararà, Verbania 2005.
- Val Grande partigiana e dintorni. 4 storie di protagonisti, Margaroli, Verbania 1980; Comitato della Resistenza, Verbania 2002.
- Classe IIIa B. Cleonice Tomassetti. Vita e morte, Comitato per la Resistenza nel Verbano, Comune di Verbania, 1981; Tararà, Verbania 2010.
- A Trarego per la libertà, Comune di Verbania, 1982.
- Il Verbano tra fascismo antifascismo e resistenza, Comune di Verbania, 1983.
- Cronache di terra lepontina. Malesco e Cossogno: una contesa di cinque secoli, Vangelista, Milano 1987; Tararà, Verbania 2007.
- A piedi nudi. Una storia di Vallintrasca, Vangelista, Milano 1988; Tararà, Verbania 2004.
- Mal di Valgrande, Vangelista, Milano 1991; Tararà, Verbania 2002.
- Le ceneri della fatica, Vangelista, Milano, 1992; Tararà, Verbania 2019.
- La volpe in Verbanus n. 18, Verbania 1997; Istituto Cobianchi, Memoria di Trarego, Verbania 2003; Tararà, Verbania 2007.
- Fuori legge ??? Dal diario partigiano alla ricerca storica, Tararà, Verbania 2012.
- Piccola storia partigiana della banda di Pian Cavallone, Tararà, Verbania 2014.
- La volpe, The fox, Der fuchs, edizione trilingue, Tararà, Verbania 2022.